# Reasonable Doubt
Reasonable Doubt – pierwszy solowy album studyjny amerykańskiego rapera o pseudonimie Jay-Z, który został wydany 25 czerwca 1996 roku przez wytwórnię Roc-A-Fella Records. Na płycie swoich głosów użyczyły takie osoby jak Notorious B.I.G., Foxy Brown, Mary J. Blige, Memphis Bleek, Sauce Money.
W 2003 album został sklasyfikowany na 248. miejscu listy 500 albumów wszech czasów dwutygodnika „Rolling Stone”.

## Lista utworów
| Nr  | Tytuł utworu                                     | Tekst                                           | Producent                    | Długość |
| --- | ------------------------------------------------ | ----------------------------------------------- | ---------------------------- | ------- |
| 1.  | „Can't Knock the Hustle” (gość. Mary J. Blige)   | Shawn Carter · Marcus Miller · Jerome Foster    | Knobody · Sean Cane · Dahoud | 5:17    |
| 2.  | „Politics as Usual”                              | Carter · David Willis · Cynthia Biggs           | Ski                          | 3:41    |
| 3.  | „Brooklyn's Finest” (gość. The Notorious B.I.G.) | Carter · Rodolfo Franklin · Christopher Wallace | Clarke Kent · Dame Dash      | 4:36    |
| 4.  | „Dead Presidents II”                             | Carter · Lonnie Liston Smith · Willis           | Ski                          | 4:27    |
| 5.  | „Feelin' It” (gość. Mecca)                       | Carter · Willis                                 | Ski                          | 3:48    |
| 6.  | „D'Evils”                                        | Carter · Christopher Martin                     | DJ Premier                   | 3:31    |
| 7.  | „22 Two's”                                       | Carter · Willis                                 | Ski                          | 3:29    |
| 8.  | „Can I Live”                                     | Carter · Irving Lorenzo                         | DJ Irv                       | 4:10    |
| 9.  | „Ain't No Nigga” (gość. Foxy Brown)              | Carter · Inga Marchand · Jonathan Burks         | Big Jaz                      | 4:03    |
| 10. | „Friend or Foe”                                  | Carter · Martin                                 | DJ Premier                   | 1:49    |
| 11. | „Coming of Age” (gość. Memphis Bleek)            | Carter · Franklin · James Mtume                 | Clarke Kent                  | 3:59    |
| 12. | „Cashmere Thoughts”                              | Carter · Franklin · James Mtume                 | Clarke Kent                  | 2:56    |
| 13. | „Bring It On” (gość. Big Jaz oraz Sauce Money)   | Carter · Martin · Burks · Todd Gaither          | DJ Premier                   | 5:01    |
| 14. | „Regrets”                                        | Carter · Patty F. Di Pasquale                   | Peter Panic                  | 4:34    |
|     |                                                  |                                                 |                              | 55:21   |